# Sprzedaż przedpłacona
Sprzedaż przedpłacona (ang. prepaid) – model sprzedaży, w którym klient dokonuje opłaty z góry, przed otrzymaniem towaru lub skorzystaniem z usługi. Jest powszechnie stosowany w wielu branżach, takich jak telekomunikacja, energetyka czy media.

## Telekomunikacja
W branży telekomunikacyjnej, usługi przedpłacone pozwalają użytkownikowi wcześniej opłacić dostęp do określonej liczby jednostek taryfikacyjnych (np. minut, SMS-ów, danych). Po ich wykorzystaniu lub upływie terminu ważności możliwe jest ponowne doładowanie konta. Użytkownik nie musi zawierać umowy – wystarczy aktywacja karty SIM i ewentualna rejestracja zgodna z przepisami danego kraju.
Usługi prepaid są oferowane zarówno przez operatorów infrastrukturalnych, jak i operatorów wirtualnych (MVNO). Doładowania mogą być realizowane przez kody zdrapkowe, aplikacje mobilne, konta bankowe, bankomaty czy serwisy internetowe.

### Trendy globalne
- Globalny rynek telefonii przedpłaconej osiągnął wartość około 590,4 miliarda USD w 2024 roku i prognozuje się jego wzrost do 882 miliardów USD do 2033 roku, przy CAGR 4,56%[1].
- Popularność prepaid rośnie m.in. w Indiach, Brazylii, Filipinach, Nigerii, gdzie stanowią dominujący model korzystania z usług telekomunikacyjnych[2].

W wielu krajach europejskich, w tym także w Polsce, nadal popularne są oferty typu prepaid, np. „Orange na kartę”, „Play na Kartę” czy „Plus na Kartę”.

## Energetyka
W systemach energetycznych sprzedaż przedpłacona umożliwia użytkownikowi opłacenie energii elektrycznej z góry, często z wykorzystaniem liczników inteligentnych. Modele te ułatwiają kontrolę nad wydatkami, redukują ryzyko zadłużenia i poprawiają efektywność energetyczną.

### Trendy globalne
- Rynek przedpłaconych liczników energii wyniósł 3,5 miliarda USD w 2023 roku i ma wzrosnąć do 6,8 miliarda USD do 2032 roku[3].
- Rozwiązania te są szczególnie popularne w krajach rozwijających się, np. w RPA, Indiach, Kenii i Bangladeszu, gdzie ograniczają nadużycia i zapewniają dostępność usług[4].

## Media i rozrywka
Sprzedaż przedpłacona znajduje zastosowanie także w branży medialnej – zarówno w telewizji satelitarnej, jak i OTT. Klienci mogą wykupić dostęp do kanałów lub treści na określony czas, bez konieczności zawierania długoterminowych umów.
Przykładem może być oferta prepaid w telewizji satelitarnej, np. platformy typu „telewizja na kartę” obecne w Europie Środkowo-Wschodniej.

### Trendy globalne
- W 2023 roku wartość globalnego rynku płatnej telewizji satelitarnej wyniosła 95 miliardów USD i oczekuje się jej wzrostu do 130 miliardów USD do 2032 roku[5].
- Obserwuje się integrację modeli prepaid z platformami OTT i aplikacjami mobilnymi, co zwiększa elastyczność dostępu do treści.

## Inne zastosowania
Model prepaid stosowany jest także w innych dziedzinach:
- Transport publiczny – miejskie karty i bilety doładowywane z góry;
- Usługi finansowe – karty płatnicze prepaid bez konta bankowego;
- Turystyka – karty SIM dla podróżnych;
- Usługi komunalne – wodomierze i gazomierze z funkcją przedpłaty.